# Zimapán
Zimapán es una localidad mexicana, cabecera del municipio de Zimapán, en el estado de Hidalgo. El 11 de octubre de 2018 fue declarado como uno de los Pueblos Mágicos de Hidalgo.

## Geografía
Le corresponden las coordenadas geográficas 20°44′17.048″ de latitud norte y 99°22′59.207″ de longitud oeste, con una altitud de 1764 m s. n. m. Cuenta con un clima semiseco semicálido; registra una temperatura media anual de 18.3 °C., una precipitación pluvial de 391 milímetros por año y el período lluvioso de mayo a junio.
En cuanto a fisiografía se encuentra entre los límites de la provincias del Eje Neovolcánico y la Sierra Madre Oriental; su terreno es de sierra. En lo que respecta a la hidrografía se encuentra posicionado en la región del Pánuco, dentro de la cuenca del río Moctezuma.

## Demografía
De acuerdo con el Censo de Población y Vivienda 2020 del INEGI; la ciudad tiene una población de 14 732 habitantes, lo que representa el 36.90 % de la población municipal. De los cuales 6941 son hombres y 7791 son mujeres; con una relación de 89.09 hombres por 100 mujeres.
Las personas que hablan alguna lengua indígena, es de 525 personas, alrededor del 3.56 % de la población de la ciudad. En la ciudad hay 104 personas que se consideran afromexicanos o afrodescendientes, alrededor del 0.71 % de la población de la ciudad.
De acuerdo con datos del censo INEGI 2020, unas 11 443 declaran practicar la religión católica; unas 1905 personas declararon profesar una religión protestante o cristiano evangélico; 9 personas declararon otra religión; y unas 1371 personas que declararon no estar adscritas en una religión pero ser creyentes.
| Gráfica de evolución demográfica de Zimapán entre 1900 y 2020 |
|                                                               |
| Población registrada por los censos y conteos del INEGI.      |

## Economía
La localidad tiene un grado de marginación bajo y un grado de rezago social muy bajo.

## Hermanamientos
La localidad de Zimapán ha firmado acuerdos o intención de hermanamiento con las siguientes poblaciones:
- Mosquera, Colombia en 2018[15]
- Taxco de Alarcón, México en 2022[16]